# Sabine Dähne
Sabine Dähne (ur. 27 lutego 1950 w Colditz) – niemiecka wioślarka reprezentująca NRD, srebrna medalistka olimpijska i trzykrotna medalistka mistrzostw świata.

## Kariera
Wystąpiła na igrzyskach olimpijskich w Montrealu w 1976, gdzie wraz z Angeliką Noack zdobyła srebrny medal w dwójkach bez sternika. W finale o 0,42 sekundy przegrały z osadą Bułgarii, a o 0,71 sekundy wyprzedziły osadę RFN. Był to debiut tej konkurencji w programie olimpijskim. Był to jednocześnie jej jedyny start olimpijski.
W czwórkach ze sternikiem zdobyła następnie złoto na mistrzostwach świata w Lucernie (1974). Ponadto zwyciężała w dwójkach bez sternika na mistrzostwach świata w Nottingham (1975) i mistrzostwach świata w Amsterdamie (1977).
Zdobyła również srebro w czwórkach ze sternikiem na mistrzostwach Europy w Klagenfurcie (1969), mistrzostwach Europy w Brandenburgu (1972) i mistrzostwach Europy w Moskwie (1973) oraz brąz na mistrzostwach Europy w Kopenhadze (1971), a także brąz w czwórkach podwójnych ze sternikiem na mistrzostwach Europy w Tata (1970).
Po zakończeniu kariery ukończyła studia, uzyskując dyplom z wychowania fizycznego. Następnie pracowała jako fizjoterapeutka. 
W 1980 odznaczona brązowym Orderem Zasługi dla Ojczyzny. 